# Neuenegg
Neuenegg är en ort och kommun i distriktet Bern-Mittelland i kantonen Bern, Schweiz. Kommunen har 5 771 invånare (2023).